# Соль-Ілецьк
Соль-Іле́цьк (рос. Соль-Илецк; тат. Тоз-Түбә, Toz Tübä; каз. Тоз-Иләк, Toz Iläk) — місто, центр Соль-Ілецького міського округу Оренбурзької області, Росія.

## Географія
Місто розташоване поблизу річки Ілек (притока Уралу), за 70 км від Оренбургу, недалеко від кордону з Казахстаном. Через місто проходить федеральна автодорога Р-239 Казань — Оренбург — Акбулак — кордон з Республікою Казахстан. У місті є солоні і грязьові озера. Клімат посушливий, різко-континентальний.

## Історія
З 1744 року в районі міста почалася промислова розробка соляних копалень і було засноване селище солярів. У 1754 році для захисту селища від кочівників була побудована фортеця Ілецький Захист. 18 лютого 1774 року фортецю було взято штурмом Хлопушею, соратником Омеляна Пугачова. У фортеці повсталі поповнили свій загін солдатами і козаками гарнізону, а також каторжанами з соляних промислів.
У 1865 році поселенню було присвоєно статус міста і назву Ілецьк, в 1926 році місто стало селищем міського типу Ілецьк, а в 1935 стало знову називатися Ілецький Захист. У 1945 році селище було знову перетворене в місто, і отримало сучасну назву.

## Населення
Населення — 28377 осіб (2010; 26883 у 2002).

## Цікаві дані
- Солоне озеро Розвал — популярне місце лікування і самолікування.

## Уродженці
- Семченко Галина Дмитрівна (1942—2016) — українська вчена у царині важкоплавких неметалічних та силікатних матеріалів, доктор технічних наук, професор.